# Sergei Karaulov
Pour les articles homonymes, voir Karaulov.
Sergueï Nikolaevitch Karaoulov (en russe : Сергей Николаевич Караулов, Sergueï Nikolaïevitch Karaoulov), né le 15 avril 1982 à Goulistan, en RSS d'Ouzbékistan est un joueur ouzbek de basket-ball. Il mesure 2,16 m et joue au poste de pivot.